# Вишну Нараян Бхаткханде
Пандит Вишну Нараян Бхаткханде (маратхи विष्णु नारायण भातखंडे; 10 августа 1860, Бомбей — 19 сентября 1936, там же) — индийский музыковед
, теоретик индийской классической музыки, музыкант, композитор.
Во второй половине XX века, Вишну Нараян Бхаткханде начал использовать в традиции бхаджана индийскую классическую музыку, которой исторически отводилось «элитное» место в индийской музыкальной культуре. Таким образом, он демократизировал традицию раги.

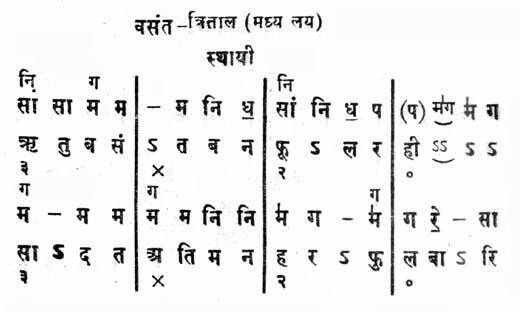
Нотные записи, разработанные Бхаткханде

Автор первого современного трактата о классической музыке хиндустани, искусстве, которое веками распространялось в основном через устные традиции. С древних времён искусство претерпело несколько изменений, в результате чего грамматика раги была задокументирована в скудных устаревших текстах.
Раги раньше делились на Рага (мужские), Рагини (женские) и Путра (детские). Бхаткханде реклассифицировал их в используемую в настоящее время систему. Он отметил, что некоторые раги не соответствуют своему описанию в древних санскритских текстах. Он объяснял раги доступным для понимания языком и сочинил несколько бандишей, объясняющих грамматику раг.

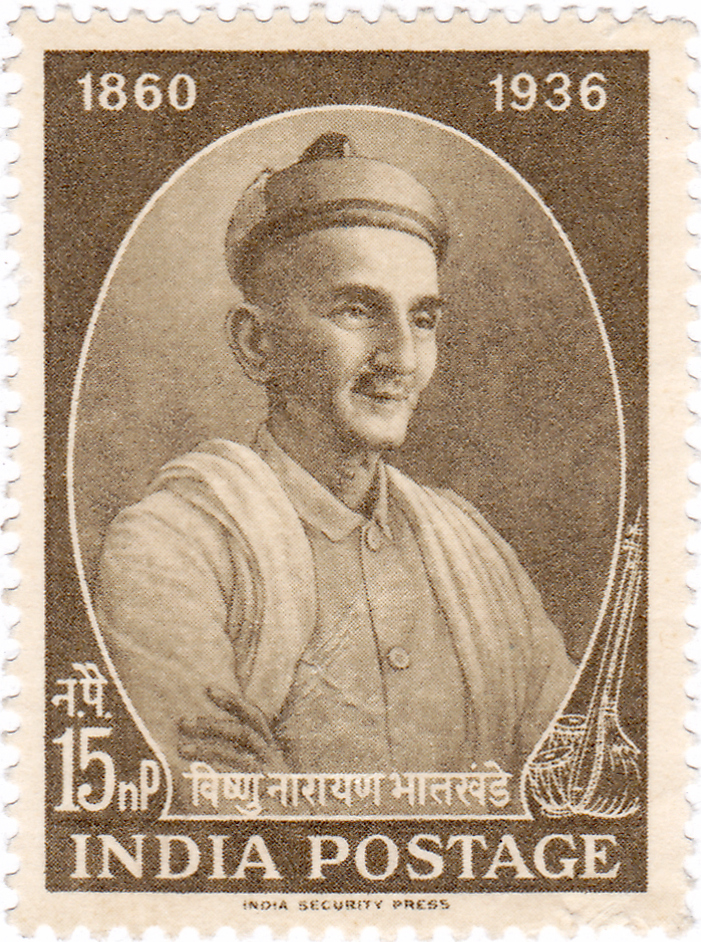